# Physica Status Solidi - Rapid Research Letters
Physica Status Solidi - Rapid Research Letters) is een internationaal, aan collegiale toetsing onderworpen wetenschappelijk tijdschrift op het gebied van de vastestoffysica.
Het wordt uitgegeven door Wiley-VCH en verschijnt 6 keer per jaar.
Het eerste nummer verscheen in 2007.